# Шацких, Василий Андреевич
Василий Андреевич Шацких (1903, Верхние Пупки, Тамбовская губерния — 1 апреля 1956, Богдановка, Днепропетровская область) — автоматчик 997-го стрелкового полка, красноармеец. Герой Советского Союза.

## Биография
Василий Андреевич Шацких родился в 1903 году в селе Верхние Пупки в семье крестьянина. Русский. Окончив 7 классов, работал в колхозе.
В Красной Армии в 1925—1927 и с сентября 1943 года. На фронте в Великую Отечественную войну с октября 1943 года. Воевал в составе Южного, 4-го Украинского, 1-го и 2-го Прибалтийских фронтов. Освобождал Крым, Белоруссию, Прибалтику.
Автоматчик 997-го стрелкового полка 263-й стрелковой дивизии 51-й армии 4-го Украинского фронта красноармеец Шацких при освобождении Севастополя 7 мая 1944 года участвовал в штурме высоты 254,2 на подступах к городу, где противник организовал укреплённый опорный пункт. Он первым в роте поднялся в атаку и метким огнём автомата обеспечил успешную атаку подразделения. Уже в начале наступления он уничтожил две пулемётные точки врага, обеспечив этим захват первой траншеи противника. Находясь в траншее, Шацких, умело используя гранаты, расчистил путь для своих бойцов. Вскоре передовые отряды дивизии достигли второй линии укреплений противника и закрепились там. В течение боя ими были захвачены четыре дота и три дзота, уничтожено около сотни противников. Шацких лично уничтожил девять вражеских солдат.
В течение 8 и 9 мая красноармеец Шацких участвовал в боях по уничтожению опорных пунктов врага, первым ворвался в траншеи противника в районе посёлка Инкерман. В уличных боях в Севастополе в районе Графской пристани он уничтожил тринадцать противников и захватил двенадцать ручных пулемётов. В бою был ранен, но уйти с поля боя отказался.
Указом Президиума Верховного Совета СССР от 24 марта 1945 года за мужество, отвагу и героизм красноармейцу Шацких Василию Андреевичу присвоено звание Героя Советского Союза с вручением ордена Ленина и медали «Золотая Звезда».
После войны демобилизован. Жил в селе Богдановка Павлоградского района Днепропетровской области. Работал в колхозе.
Был также награждён медалями «За боевые заслуги», «За победу над Германией» и «За взятие Кёнигсберга».
Умер 1 апреля 1956 года.